# Myhkyräsaari (ö i Södra Savolax, Nyslott, lat 62,00, long 29,53)
Myhkyräsaari är en ö i Finland. Den ligger i sjön Puruvesi och i kommunen Nyslott i  landskapet Södra Savolax, i den sydöstra delen av landet, 300 km nordost om huvudstaden Helsingfors. Öns area är 1 hektar och dess största längd är 130 meter i nord-sydlig riktning.